# San Jerónimo Norte
San Jerónimo Norte es una ciudad y municipio argentino ubicado en el departamento Las Colonias de la provincia de Santa Fe, a 39 km de la ciudad de Santa Fe, la capital provincial. Las principales actividades económicas giran en torno a la ganadería (tambos, producción lechera) y la agricultura (soja y trigo). Con menos de 7000 habitantes según el último censo (2010), San Jerónimo Norte emerge como una de las principales colonias agrícolas de la provincia de Santa Fe. La ciudad esta hermandada con la ciudad Suiza de Brig-Glis desde 2015. Sus tradiciones suizas que se conservan hasta hoy en día son el rasgo distintivo de la localidad. Fue declarada ciudad en noviembre de 2018.

## Economía
La actividad económica de la localidad se basa fundamentalmente en la agricultura, con énfasis en el cultivo de soja, trigo, y en la ganadería, dedicada completamente a la producción láctea.

## Población
Cuenta con 7,312 habitantes (Indec, 2022), lo que representa un incremento del 13,09 % frente a los 6,466 habitantes (Indec, 2010) del censo anterior.
| Gráfica de evolución demográfica de San Jerónimo Norte entre 1991 y 2022 |
|                                                                          |
| Fuente: Censos nacionales del INDEC                                      |

## Santa Patrona
- Ntra. Sra. de la Asunción, festividad: 15 de agosto.

## Fundadores
Sus primeros pobladores fueron inmigrantes suizos emigrados del pueblo Visperterminen en el Cantón del Valais y traídos por Ricardo Foster y Lorenzo Bodenmann, y llegaron a Santa Fe por vía fluvial en 1858. Luego continuaron arribando suizos del mismo cantón y con posterioridad se agregaron algunos alemanes, franceses e italianos.

## Creación de la comuna
- 12 de julio de 1875

## Museo
- Museo Histórico de San Jerónimo Norte Lorenzo Bodenmann, a cargo de la comuna local.

## Festividades y eventos
- Fiesta de las Colectividades 7 de marzo
- Fiesta Nacional del Folclore Suizo: 6, 7 y 8 de junio
- Fiesta Provincial de la Leche: Expo San Jerónimo, 1.ª quincena de diciembre
- Aniversario Fundacional y Fiesta Patronal: 15 de agosto
- Certamen de Simulación de Empresas Esc. Ricardo Foster: 2.ª quincena de mayo  (actualmente la escuela no es más sede del certamen).
- Movida Cultural: proyecto educativo, a cargo del colegio San José.
- Feria Departamental del Libro: proyecto educativo a cargo de la escuela 323.

## Entidades deportivas
- Asoc. Atlética Dep. Italiano
- Club Atlético Libertad (sede del torneo internacional de fútbol "El Valesanito")
- Club Ciclista C. Cortoni F. M.
- Club Tiro Federal Argentino
- Federación Santafesina de Tiro
- Club Atlético Unión Deportiva (bar y sociedad)

## Periódicos
- La Semana, en Moreno y Güemes. (actualmente no se edita)
- Guía de Compras (revista de comercios de la localidad)
- Vendamos Hoy (revista de comercios de la localidad)

## Radio y televisión
- Cable Video Color (Canal 2)
- FM 93.7 MHz - "La Radio de San Jerónimo"
- FM 97.9 MHz - "FM Génesis"

## Aniversario por los 150 años de la localidad
El 15 de agosto de 2008, San Jerónimo Norte cumplió su 150.º año de vida. Para esta importante celebración se prepararon reformas del predio comunal y de la plaza Libertad (entre otros lugares). También se contó con la presencia de grupos originarios de Suiza y de la zona. La festividades duraron varias semanas y se organizaron diferentes actividades dedicadas a recordar a los fundadores de la localidad.

## Parroquias de la Iglesia católica en San Jerónimo Norte
| Arquidiócesis | Santa Fe de la Vera Cruz      |
| ------------- | ----------------------------- |
| Parroquia     | Nuestra Señora de la Asunción |